# 바비 번스

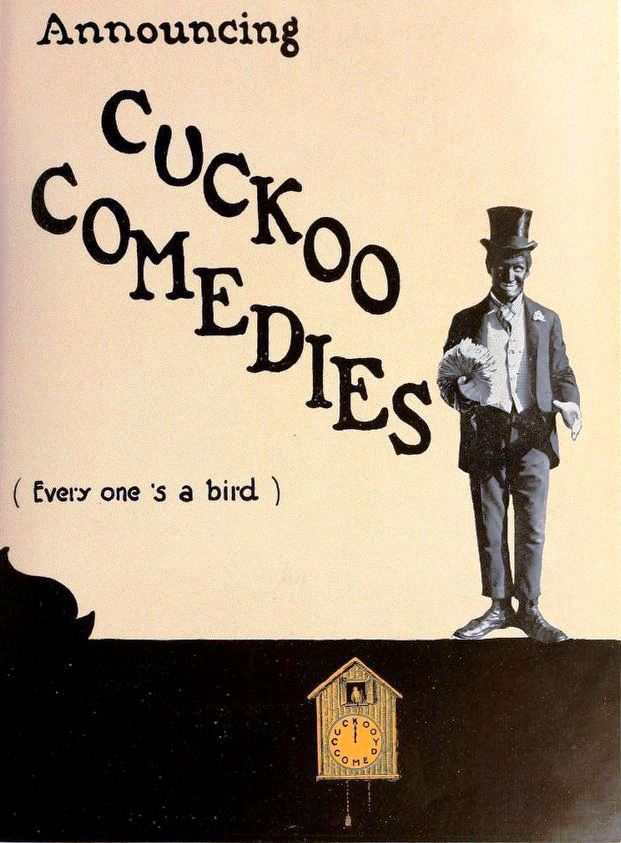

보비 번스(Bobby Burns, 1878년 9월 1일 ~ 1966년 1월 16일)는 미국의 배우, 영화 감독이다.
필라델피아에서 태어났으며 로스앤젤레스에서 사망하였다.

## 출연 작품

### 영화
- Fox Movietone Follies of 1929 (1929)
- 스탠리 앤 리빙스톤 (1939, Stanley and Livingstone)
- 브룩클린의 나무 성장 (1945)
- 세계의 어머니 (1946, Sister Kenny)